# Lydiah Chepkurui
Lydiah Chepkurui (Kenia, 23 de agosto de 1984) es una atleta keniana, especialista en la prueba de 3000 m obstáculos, con la que llegó a ser subcampeona mundial en 2013.

## Carrera deportiva
En el Mundial de Moscú 2013 gana la medalla de plata en los 300 metros obstáculos, tras su compatriota Milcah Chemos Cheywa y por delante de la etíope Sofia Assefa.